# Пизас, Гилмар
Гилмар Симон Пизас (нидерл. Gilmar Simon Pisas; род. 28 октября 1971) — кюрасаоский политик. Премьер-министр Кюрасао с 14 июня 2021 года. Ранее он занимал пост премьер-министра с 24 марта по 29 мая 2017 года, а также был членом парламента Кюрасао до июня 2021 года.

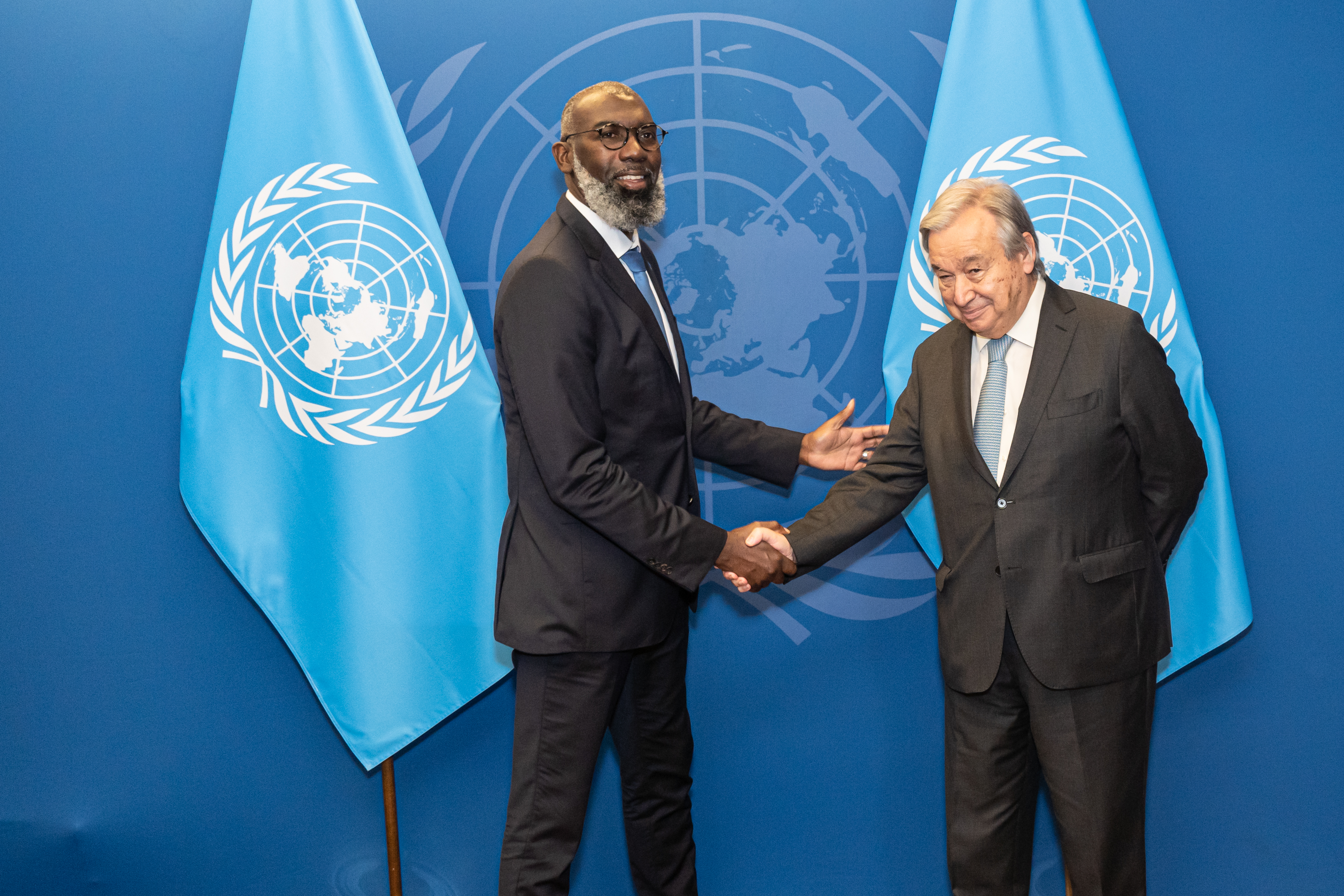
Встреча Пизаса с Генеральным секретарём ООН Антониу Гутерришем в 2022 году

## Ранняя жизнь и карьера
Родился 28 октября 1971 года. До того, как заняться политикой, он работал офицером полиции.

## Политическая карьера
Пизас был избран в парламент Кюрасао на выборах 2016 года. 17 февраля 2017 года Пизас был избран спикером парламента, сменив Жизель Макуильям.

### Первый кабинет Пизаса
24 марта 2017 года губернатор Люсиль Джордж-Воут привела Пизаса к присяге в качестве премьер-министра, сменив Хенсли Коймана. Его временный кабинет получил поддержку 12 из 21 члена парламента. В него вошли те, кто принадлежал к МФК, Корсу ди Нос Тур, Прогрессивному движению, Суверенному народу и независимым депутатам Гассану Даннауи и Эдуарду Брааму. Пизас был назначен временным премьер-министром до утверждения Чарльза Купера. Пизаса на посту спикера парламента сменил Америго Тоде.

### Переизбрание членом парламента
Пизас был переизбран депутатом парламента на выборах 2017 года. 6 июня 2020 года был избран лидером Движения за будущее Кюрасао (MFK). Будучи лидером крупнейшей оппозиционной партии в парламенте, Пизас потребовал отставки кабинета Руггенаата в июле 2020 года, заявив, что его не поддержано парламентское большинство. В сентябре 2020 года, в ответ на потребность в финансовой поддержке Нидерландов в связи с пандемией COVID-19 на Кюрасао, Pisas продемонстрировал некоторую поддержку Карибской организации по реформированию (голландский: Caribische Hervormingsentiteit (CHE)), но заявил, что предлагаемый срок действия CHE был слишком большим.

### Второй кабинет Пизаса
После выборов 2021 года второй кабинет Пизаса был приведён к присяге 14 июня 2021 года губернатором Кюрасао в качестве преемника кабинета Руггената. Это коалиционное правительство партий «Движение за будущее Кюрасао» (MFK) и «Национальная народная партия» (PNP).

## Споры
Вскоре после формирования кабинета Пизаса, он обратился к губернатору с просьбой отменить запланированные на 28 апреля выборы. Писас заявил, что в парламенте сформировано новое большинство и, таким образом, нет необходимости в новых выборах. большинство в парламенте обратилось в Европейский суд по правам человека (ЕСПЧ) с просьбой разрешить отмену выборов. Ходатайство в ЕСПЧ было отклонено судом 29 марта.
27 марта в парламенте была принята резолюция, призывающая к отмене или переносу выборов. Губернатор Джордж-Воут отказалась подписать резолюцию, сославшись на то, что она «серьёзно подрывает правовую определённость и надлежащее управление». Совет министров Королевства Нидерландов предложил, используя общие меры государственного управления, возложить ответственность за проведение выборов на губернатора Джорджа-Воута. Министр внутренних дел и по связям с королевством Рональд Пластерк заявил, что «временный кабинет серьёзно подорвал целостность избирательного процесса», и обратился к Государственному совету за срочной консультацией. 3 апреля Государственный совет дал положительное заключение в отношении предлагаемых мер. Предложенные меры были официально приняты Советом министров Королевства Нидерландов в тот же день. В ответ на действия Совета министров Пизас заявил: «Нидерланды предвзяты» и что Нидерланды стоят за партиями, выступающими против его коалиции. Он выразил сожаление по поводу решения Совета и назвал его ненужным.
28 апреля Пизас подал губернатору заявление об отставке своего кабинета. 29 мая кабинет Пизаса сменил кабинет Эйген Руггенаата.